# Lipsothrix decurvata
Lipsothrix decurvata är en tvåvingeart som beskrevs av Alexander 1966. Lipsothrix decurvata ingår i släktet Lipsothrix och familjen småharkrankar. Inga underarter finns listade i Catalogue of Life.